# Paul Baethke
Paul Baethke, nemški general in vojaški zdravnik, * 27. januar 1895, † 23. januar 1953.

## Življenjepis
Med drugo svetovno vojno je bil sprva divizijski zdravnik 215. pehotne divizije (1939–40), nato pa poveljnik 695. motoriziranega vojaškomedicinskega bataljona (1940–42). Pozneje je prevzel položaj korpusnega zdravnika 17. armadnega korpusa (1942–44) in armadnega zdravnika 18. armade (1944–45).